# Centris gavisa
Centris gavisa är en biart som beskrevs av Roy R. Snelling 1988. Centris gavisa ingår i släktet Centris och familjen långtungebin. Inga underarter finns listade.